# Albert Weber (calciatore svizzero)
Albert Weber (Ginevra, ... – ...; fl. XIX-XX secolo) è stato un calciatore, allenatore di calcio e arbitro di calcio svizzero.

## Carriera

### Calciatore

#### Club
Tra le file del Torino FCC sin dall'anno della fondazione, nel 1887, club che si fonderà nel 1891 con il Nobili Torino, dando origine all'Internazionale Torino.
Con l'Internazionale Torino disputò il primo campionato italiano di calcio, che perse in finale contro il Genoa.
Raggiunse la finale di campionato anche nella stagione seguente, incontro nel quale segnò una rete, ma perdendola nuovamente con il Genoa.
Nel 1900, a causa di una crisi finanziaria l'Internazionale Torino è costretta a fondersi con il Torinese, di cui diventerà anche l'allenatore sino al 1902. Con il suo nuovo club raggiunge la sua terza finale di campionato, che perderà per la terza volta consecutiva contro il Genoa, inserendo nuovamente il proprio nome sul tabellino dei marcatori.

#### Rappresentativa Italiana
Benché svizzero, il 30 aprile 1899 giocò a Torino presso il Velodromo Umberto I l'incontro amichevole nella Selezione Italiana contro la Selezione Svizzera, terminato due a zero a favore degli elvetici.

#### Arbitro
Nel 1901 arbitrò la finale di campionato tra Genoa e Milan giocata il 5 maggio e terminata 0-3 per i rossoneri.